# Список великих графов и королей Сицилии

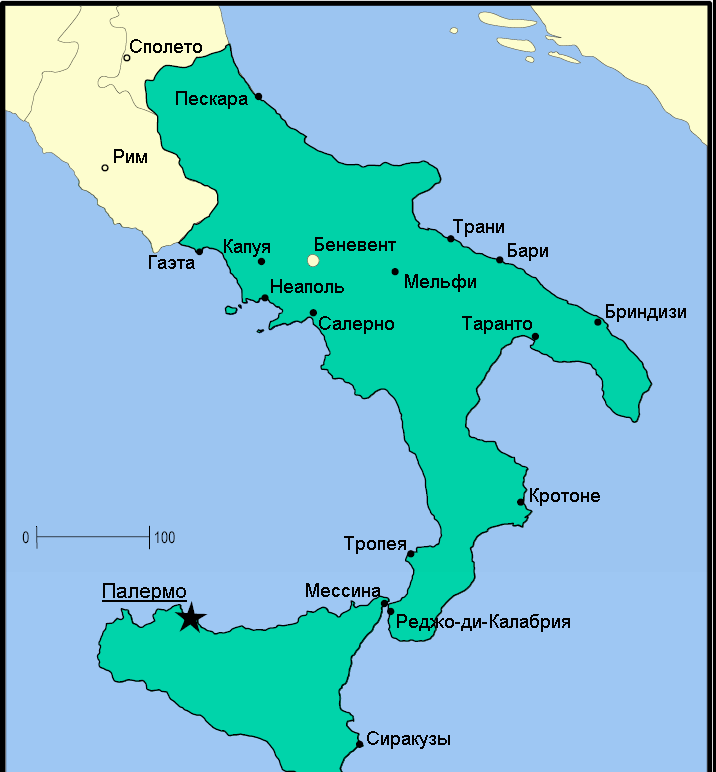
Королевство Сицилия в 1154 году

Список содержит правителей графства Сицилия (существовало в 1072—1130 годах), а также Сицилийского королевства вплоть образования королевства Обеих Сицилий в 1816 года.

## Краткая историческая справка
Сицилия, которая до VIII века находилась под властью Византийской империи, в IX веке была захвачена Аглабидами. Однако к XI веку арабы потеряли все свои завоевания в Южной Италии, но продолжали удерживать в своих руках Сицилию, в то время как Апулия, большая часть Калабрии, Отаранто в континентальной части Южной Италии входили в состав Византии. Кроме того, в Южной Италии существовали лангобардские княжества и герцогства Беневенто, Салерно, Капуя, Неаполь, Амальфи и Гаэта.
В первой половине XI века начинается Нормандское завоевание Южной Италии, во главе которого оказались сыновья Танкреда Готвильского. В середине XI века они образовали на завоёванной части Южной Италии графство Апулия (с 1059 года — герцогство), ставшее базой для дальнейших завоеваний. К 1091 году была завоёвана и Сицилия. В 1127 году Роджер II объединил в своих руках Апулию и Сицилию и в 1130 году папа римский даровал ему королевский титул, что привело к образованию Сицилийского королевства. При этом большая часть его владений находилась на материковой части Италии, а столицей был Неаполь.
Новое королевство значительно изменило дипломатический баланс в Европе. Императоры Византии рассматривали его как угрозу своей безопасности, а папы римские — как противовес императорам Священной Римской империи. Основанная норманнами династия Готвилей угасла в конце XII века, после чего правителями Сицилийского королевства стали Гогенштауфены. В 1266 году брат короля Франции Карл I Анжуйский при поддержке папы римского захватил Сицилийское королевство, убив короля Манфредаа, а в 1268 году одолел претендовавшего на трон племянника Манфреда Конрадина, захватив его в плен и казнив. Но в 1282 году в результате восстания, известного как «Сицилийская вечерня», Сицилия вышла из-под контроля Карла, а высадившийся король Арагона Педро III, женатый на старшей дочери бывшего сицилийского короля Манфреда, был коронован сицилийской короной. Он смог одолеть анжуйцев, а в 1284 году захватил в плен Карла II Анжуйского, наследника Карла I. В итоге Сицилийское королевство разделилось на 2 части: собственно Сицилийское, в котором управляли представители Арагонской династии, и континентальное, получившее название Неаполитанского, оставшееся в руках потомков Карла I Анжуйского. Оба королевства существовали по отдельности до середины XV века, когда король Арагона и Сицилии Альфонсо V в 1442 году не присоединил к своим владениям и Неаполитанское королевство.

## Графы Сицилии
| Портрет | Имя     | Годы жизни                | Начало правления | Конец правления  | Примечание |
| ------- | ------- | ------------------------- | ---------------- | ---------------- | --- |
| Готвили |         |                           |                  |                  | |
|         | Рожер I | около 1030 — 22 июня 1101 | 1072             | 22 июня 1101     | Граф Сицилии с 1072 года, один из младших сыновей нормандского сеньора Танкреда де Готвиля. Старшие братья Роджера активно участвовали в нормандском завоевании Южной Италии. Наибольших успехов из них добился Роберт Гвискар, получивший титул герцога Калабрии, причём в в состав обещанной ему папой римским областью, вероятно, входила и Сицилия. Сам Роджер появился в Италии около 1055 года и стал помогать брату в первую очередь в отвоевании занятой мусульманами Сицилии. Первую экспедицию он провёл в феврале 1061 года, завоевав Мессину. В течение двух лет он захватил практически всю территорию будущей провинции Мессина, однако попытки завоевать Южную и Центральную Сицилию были безуспешными. В 1063 году Роджер сделал своей основной резиденцией Троину, из которой мог легко контролировать подъездные пути к остальной части острова. К 1064 году он укрепился в Вальдемоне, однако его попытки вместе с Робертом Гвискаром захватить Палермо, самый богатый и один из самых густонаселённых городов Средиземноморья, однако сделать это никак не удавалось. Только в 1068 году им удалось захватить Мизильмери в нескольких километрах от Палермо, что позволило им контролировать ведущие к городу дороги, но на этом братьям пришлось сделать перерыв, чтобы вернуться в Апулию, которую было необходимо окончательно подчинить. Только после захвата в 1071 году Бари Роджер и Роберт смогли вернуться к завоеванию Сицилии. В итоге в 1075 году Палермо капитулировал. Завоёванные в Сицилии земли были разделены между братьями: Роберту досталась северное побережье острова от Палермо, половина Мессины и Вальдемоне, а Роджеру — другая половина Мессины, Мадзара и Катания, а также вся территория между ними. По их соглашению все земли, которые было необходимо отвоевать, также должны были делиться между ними. С 1072 года Роджер стал использовать титул «граф Сицилии», а Роберт Гвискар вернулся на континент и больше на острове не появлялся. Дальнейшим завоеванием Сицилии Роджер руководил в одиночку. Он создал на острове компактную область из своих владений, при этом он формально был вассалом брата. Роджер неоднократно покидал Сицилию, чтобы помогать брату в Апулии в подавлении феодальных мятежей. Осознавая, что у него не так много людей по сравнению с населением острова, он проводил политику терпимости к мусульманам и грекам, почти всегда предоставлял осаждённым городам мягкие условия капитуляции, хотя при необходимости мог прибегать и к жёстким мерам. В стратегически важных дорожных узлах на Сицилии Роджер построил крепости, командование которым доверил пользующимся его доверием нормандским рыцарям. В 1077 году он возобновил завоевание Сицилии, полностью подчинить остров он смог только в 1091 году. В 1090 году Роджер подчинил ещё и Мальту. В покорённых землях он сажал своих последователей, однако старался избегать конфискации владений у мусульман. В итоге его личные владения были сильно раздроблены, особенно в Восточной Сицилии, однако самые важные замки и крупные города вроде Трапани, Палермо, Термини, Кастрогиованни и Гирдженти, за исключением Сиракуз и Катании, находились во владении графа. Часть земель была отдана церковным монастырям, которые стремились заселить их и способствовали обращению мусульман в христианство. Кроме того, в Сицилии в 1086—1093 были основаны несколько епископств. Свой статус Роджер повысил, выдав своих двух дочерей за короля Италии Конрада и короля Венгрии Коломана. Других дочерей он выдал представителей высшей знати. |
|         | Симон   | 1093 — 28 сентября 1105   | 22 июня 1101     | 28 сентября 1105 | Сын Роджера I, граф Сицилии с 1101 года. Симон был старшим из сыновей, родившихся в третьем браке графа Роджера I с Аделаидой Савонской, которая приложила все усилия, чтобы исключить из наследования детей мужа от предыдущих браков. В момент смерти отца Симону было всего 8 лет, регентами при нём были мать и муж сестры, Роберт Бургундский. Но он умер уже через 4 года, после чего графом стал его младший брат Роджер II. |

## Короли Сицилии
| Портрет                      | Имя                     | Годы жизни                              | Начало правления                                          | Конец правления           | Примечание |
| ---------------------------- | ----------------------- | --------------------------------------- | --------------------------------------------------------- | ------------------------- | --- |
| Готвили                      |                         |                                         |                                                           |                           | |
|                              | Рожер II                | 22 декабря 1095 — 26 февраля 1154       | 28 сентября 1105 (как граф) 27 сентября 1130 (как король) | 22 февраля 1154           | Младший сын Роджера I, граф Сицилии с 1105 года, герцог Апулии с 1127 года, король Сицилии с 1130 года. Первоначально правил под регентством матери, Аделаиды Савонской. В 1227 году унаследовал герцогство Апулия, в 1128 году был признан папой римским герцогом Апулии, Калабрии и Сицилии, а 27 сентября 1130 года был признан папой королём Сицилии |
|                              | Вильгельм I Злой        | 1120/1121 — 7 мая 1166                  | 22 февраля 1154                                           | 7 мая 1166                | Червёртый сын Роджера II, король Сицилии с 1154 года. Пережил трёх старших братьев. При жизни отца носил титулы князя Таранто с 1140 года, князя Капуи и герцога Неаполя с 1144 года, герцога Апулии с 1149 года. На пасху 1151 года был коронован как соправитель отца. |
|                              | Вильгельм II Добрый     | декабрь 1153 — 18 ноября 1189           | 7 мая 1166                                                | 18 ноября 1189            | Третий сын Вильгельма I, король Сицилии с 1166 года. Пережил двух братьев. Поскольку в момент смерти Вильгельм был несовершеннолетним, регенство было поручено его матери, Маргарите Наваррской, при поддержке трёх советников. Коронован он был 17 мая 1166 года, самостоятельно стал править в декабре 1171 года. |
|                              | Танкред                 | около 1138 — 20 февраля 1198            | 1190                                                      | 20 февраля 1194           | Внебрачный сын Рожера Апулийского, сына Рожера II, король Сицилии с 1190 года. После смерти в 1189 году не оставившего наследников Вильгельма II Танкред предъявил права на трон и был провозглашён королём. Он успешно противостоял попыткам императора Генриха VI, женатого на Констанции, дочери Роджера II, захватить трон, но внезапно умер в 1194 году, оставив малолетнего сына. |
|                              | Вильгельм III           | около 1186 — 1198                       | 20 февраля 1194                                           | октябрь 1194              | Второй сын Танкреда, король Сицилии в 1194 году, граф Лечче и князь Таранто в 1194 году. После смерти в декабре 1193 года старшего брата был коронован отцом как соправитель. После его смерти наследовал отцу под регентством матери Сибиллы, но был свергнут императором Генрихом VI. Хотя в день коронации он наделил его титулами графа Лечче и князя Таранто, уже на следующий день обвинил в заговоре против себы, после чего Вильгельм бы ослеплён и кастрирован. Остаток жизни он провёл в заключении в Германии. |
| Гогенштауфены                |                         |                                         |                                                           |                           | |
|                              | Энрико I                | октябрь/декабрь 1165 — 28 сентября 1197 | октябрь 1194                                              | 28 сентября 1197          | Муж Констанции Сицилийской, дочери Рожера II. Король Германии (под именем «Генрих VI») с 1169 года, император Священной Римской империи (под именем «Генрих V») с 1191 года, король Сицилии с 1194 года. После смерти в 1189 году не оставившего наследников короля Вильгельма II предъявил права на Сицилийский трон он имени своей жены, тёти покойного короля. Однако королём был избран Танкред, который смог отстоять корону. Но после смерти Генрих в октябре 1194 года смог завоевать Сицилийское королевство, сверг малолетнего Вильгельма III и сам взошёл на престол. Он был коронован сицилийской короной 25 декабря 1194 года, после чего жестоко расправился со сторонниками покойного Танкреда. |
| Готвили                      |                         |                                         |                                                           |                           | |
|                              | Констанция              | 1154 — 28 ноября 1198                   | 1195                                                      | 28 ноября 1198            | Дочь Роджера II, жена императора Генриха VI, королева Сицилии с 1195 года. Была коронована мужем в качестве королевы Сицилии в Бари в 1195 году. Она считалась правящей королевой. После отъезда мужа управляла королевством самостоятельно. Она короновала своего сына Фридриха 17 мая 1198 года как соправителя, но в том же году умерла |
| Гогенштауфены                |                         |                                         |                                                           |                           | |
|                              | Федериго I              | 26 декабря 1194 — 13 декабря 1250       | декабрь 1197 1217                                         | лето 1212 13 декабря 1250 | Сын императора Генриха VI и Констанции Сицилийской, король Сицилии с 1197 года, король Германии (под именем «Фридрих II») в 1196—1197 и 1211—1250 годах, титулярный король Иерусалима в 1225—1228 годах, император Священной Римской империи (под именем «Фридрих II») с 1220 года. В декабре 1196 года был избран отцом в качестве короля Германии, но после смерти Генриха VI в сентябре 1197 года его преемником был избран Филипп Швабский. Фридрих же, живший в Италии, был коронован матерью с согласия папы сицилийской короной 17 мая 1198 года как её соправитель, хотя в документах упоминается в качестве короля уже декабре 1197 года. После смерти матери по её завещанию регентом королевства был назначен папа Иннокентий III, но в 1201 году регентом стал Марквард фон Аннвайлер, а после его смерти в 1202 году — Вильгельм Каппароне, контролировавший юного Фридриха до 1206 года. В 1206 году регентом стал Гульельмо ди Палеария, канцлер Сицилийского королевства. В 1208 году папа Иннокентий III объявил Фридриха совершеннолетним. Осенью 1211 года группа представителей германской знати избрала его германским королём взамен императора Оттона IV Брауншвейгского. Летом 1212 года, исполняя желание папы о прочном разделении империи и Сицилийского королевства, короновал своего сына Генриха, которому ещё не исполнилось года, сицилийской короной, оставил при нём регентом жену Констанцию Арагонскую, а сам отправился в Германию, где 9 декабря был коронован в Майнце германской короной. После же разгрома в 1214 года императора Оттона IV французами в битве при Бувине Фридрих по сути стал правителем Германии и был вторично коронован в Ахене 25 июля 1215, а в 1220 году был коронован папой в Риме императорской короной. В 1216 году он забрал сына из Сицилии, нарушив данное папе обещание о разделении сицилийской и германской корон, но обещал после императорской коронации отказаться от сицилийской короны в пользу сына. Это обещание он не сдержал, сделав сына в 1220 году королём Германии, сицилийскую же корону он вернул себе. |
|                              | Энрико II               | 1211 — 12 февраля 1242                  | лето 1212                                                 | 1217                      | Старший сын императора Фридриха II. Король Сицилии в 1212≠1217 годах, герцог Швабии в 1216—1235 годах, ректор Бургундии в 1219—1235 годах, король Германии (под именем «Генрих VII») в 1220—1235 годах. Был коронован отцом сицилийской короной летом 1212 года, после чего регентом была поставлена его мать, Констанция Арагонская. В апреле 1220 в Франкфурте был избран германским королём и был коронован 8 мая 1222 года в Экс-ла-Шапель. В 1234 году восстал против отца, но в 1235 году был им разбит и попал в плен, после чего был заключён в Мартирано в Калабрии, где и умер. |
|                              | Коррадо I               | 25/26 апреля 1228 — 21 мая 1254         | 13 декабря 1250                                           | 21 мая 1254               | Второй сын императора Фридриха II, титулярный король Иерусалима с 1228 года, король Германии (под именем «Конрад IV») и герцог Швабии с 1237 года, король Сицилии с 1250 года. Избран в феврале 1237 года в Вене королём Германии, но, в отличие от своего старшего брата, так и не был коронован. После того как он был в 1245 году признан совершеннолетним, отец не вмешивался в его управление Германией. В 1246 году германская знать избрала антикоролём Генриха Распе, а после его смерти — Вильгельма II Голландского. После смерти отца в 1250 году Конрад унаследовал Сицилийской королевство, до его прибытия в него в 1252 году оно управлялось его сыном Манфредом. В 1254 году Конрад умер от дизентерии, отавив наследником двухлетнего сына Конрадина |
|                              | Коррадо II (Конрадин)   | 25 марта 1252 — 29 октября 1268 года    | 21 мая 1254                                               | 11 августа 1258           | Сын короля Конрада I, король Сицилии в 1254—1258 годах, титулярный король Иерусалима с 1254 года, герцог Швабии с 1254 года. Ему было всего 2 года, когда умер отец, воспитывался он в Баварии в семье матери, дочери герцога Баварии Оттона II. Конрадин унаследовал права на Швабию и Сицилийское королевство, однако в нём реальным правителем был Манфред, младший брат его отца. В итоге в 1258 году Манфред сам короновался сицилийской короной. После того как Карл I Анжуйский захватил в 1267 году Сицилийское королевство, убив Манфреда, сторонники покойного короля обратились к Конрадину. В 1267 году он выступил в Италию, где 23 августа 1268 года был разбит в битве при Тальякоццо. Сам он был схвачен и выдан Карлу, который казнил его 29 октября 1268 года |
|                              | Манфред I               | 1232 — 25 февраля 1266                  | 11 августа 1258                                           | 25 февраля 1266           | Легитимизированный сын Фридриха II, князь Таранто с 1254 года, король Сицилии с 1258 года. По завешанию отца, умершего в 1250 году, Манфред стоял в списке наследования Сицилийского королевства на третьем месте после старших братьев Конрада IV и Генриха, поэтому он принял на себя управление королевством вплоть до 1252 года, когда передал его прибывшему брату. После смерти Конрада IV Сицилийское королевство унаследовал его двухлетний сын Конрадин. Хотя он назначил регентом королевства Бертольда Гогенбургского, Манфред заставил его передать регенство себе. Папа Иннокентий IV утвердил его князем Таранто, но вскоре отношения Манфреда с папской курией ухудшились. Папа Александр IV пытался назначить королём Сицилии английского принца Эдмунда и отлучил Манфреда от церкви, но тот имел реальную власть в королевстве. Когда в 1258 году распространился ложный слух о смерти Конрадина, он использовал его, чтобы самому 11 августа короноваться сицилийской короной. В 1265 году папа Климент IV уговорил французского принца Карла I Анжуйского принять сицилийскую корону. 6 января 1266 года он в Риме был коронован и 20 января отправился на завоевание королевства. 26 февраля Манфред был разбит в битве при Беневенто, а сам он погиб. |
| Анжу-Сицилийский дом         |                         |                                         |                                                           |                           | |
|                              | Карло I                 | 21 марта 1227 — 7 января 1285           | 25 февраля 1266                                           | 2 октября 1282            | Младший сын короля Франции Людовика VIII, граф Анжу и Мэна с 1246 года, граф Прованса и Форкалькье с 1246 года, король Сицилии в 1266—1282 годах, король Неаполя с 1266 года, король Албании с 1272 года, титулярный король Иерусалима с 1277 года, князь Ахейский с 1278 года. В 1265 году папа Климент IV уговорил Карла принять сицилийскую корону и короновал его в Риме 6 января 1266 года. 26 февраля он разбил армию короля Манфреда в битве при Беневенто, причём сам король погиб. В 1268 году он смог разбить армию племянника Манфреда, Конрадина, которого потом казнил. Но в результате восстания на Сицилии 1282 года, известного как «Сицилийская вечерня» и последующего завоевания Сицилии Арагоном, он лишился самого острова, сохранив только континентальную часть — Неаполитанское королевство. |
| Арагонский дом               |                         |                                         |                                                           |                           | |
|                              | Педро I                 | 1239 — 2/11 ноября 1285                 | 1282                                                      | 2/11 ноября 1285          | Муж Констанции, дочери Манфреда, король Арагона (под именем «Педро III») с 1276 года, король Сицилии с 1285 года |
|                              | Хайме                   | 10 августа 1267 — 2 ноября 1327         | 1285                                                      | 1295                      | Второй сын Педро, король Сицилии в 1285—1295 годах, король Арагода (под именем «Хайме II») с 1291 года |
|                              | Федериго III (II)       | 1272 — 25 июня 1337                     | 1295                                                      | 25 июня 1337              | Третий сын Педро, король Сицилии с 1295 года |
|                              | Педро II                | 1304 — 15 августа 1342                  | 25 июня 1337                                              | 15 августа 1342           | Сын Федериго II, король Сицилии с 1337 года |
|                              | Луиджи                  | около 1335 — 16 октября 1355            | 15 августа 1342                                           | 16 октября 1355           | Сын Педро II, король Сицилии с 1342 года |
|                              | Федериго IV (III)       | 1 сентября 1341 — 27 января 1377        | 16 октября 1355                                           | 27 января 1377            | Сын Педро II, король Сицилии с 1355 года |
|                              | Мария                   | около 1362/1363 — 25 мая 1401           | 27 января 1377                                            | 25 мая 1401               | Дочь Федериго III, королева Сицилии с 1377 года |
|                              | Мартин I Младший        | (25 июля 1374 — 25 июля 1409            | 1390                                                      | 25 июля 1409              | Муж Марии, король Сицилии с 1391 года (до 1401 года — как супруг Марии) |
|                              | Мартин II Старший       | 1356 — 31 мая 1410                      | 25 июля 1409                                              | 31 мая 1410               | Отец Мартина I, король Арагона (под именем «Мартин I») с 1396 года, король Сицилии с 1409 года |
| Трастамара                   |                         |                                         |                                                           |                           | |
|                              | Фернандо I              | 27 ноября 1380 — 2 апреля 1416          | 1412                                                      | 2 апреля 1416             | Племянник Мартина II, король Арагона и Сицилии с 1412 года. |
|                              | Альфонсо I Великодушный | 1394 — 26 июня 1458                     | 2 апреля 1416                                             | 26 июня 1458              | Сын Фернандо I, король Арагона (под именем «Альфонсо V») и Сицилии с 1416 года, король Неаполя с 1442 года. |
|                              | Хуан I                  | 29 июня 1398 — 19 января 1479           | 26 июня 1458                                              | 19 января 1479            | Сын Фернандо I, король Наварры в 1425—1441 годах, король Арагона (под именем «Хуан II») и Сицилии с 1458 года. |
|                              | Фернандо II Католик     | 10 марта 1452 — 23 января 1516          | 19 января 1479                                            | 23 января 1516            | Сын Хуана II, король Арагона и Сицилии с 1479 года, король Кастилии и Леона (под именем «Фернандо V») в 1475—1504 годах, король Неаполя (под именем «Ферранте III») с 1503 года. |
| Габсбурги, Испанская ветвь   |                         |                                         |                                                           |                           | |
|                              | Карло II                | 24 февраля 1500 — 21 сентября 1558      | 23 января 1516                                            | 16 января 1556            | Внук Фернандо II, король Испании (под именем «Карл I»), Сицилии и Неаполя с 1516 года, император Священной Римской империи (под именем «Карл V») с 1520 года. |
|                              | Филиппо I               | 21 мая 1527 — 13 сентября 1598          | 16 января 1556                                            | 13 сентября 1598          | Сын Карло II, король Испании (под именем «Филипп II»), Сицилии и Неаполя с 1556 года, король Португалии с 1581 года. |
|                              | Филиппо II              | 14 апреля 1578 — 31 марта 1621          | 13 сентября 1598                                          | 31 марта 1621             | Сын Филиппо I, король Испании (под именем «Филипп III»), Португалии, Сицилии и Неаполя с 1598 года. |
|                              | Филиппо III             | 8 апреля 1605 — 17 сентября 1665        | 31 марта 1621                                             | 17 сентября 1665          | Сын Филиппо II, король Испании (под именем «Филипп IV»), Сицилии и Неаполя с 1621 года, король Португалии в 1621—1640 годах. |
|                              | Карло III               | 6 ноября 1661 — 1 ноября 1700           | 17 сентября 1665                                          | 1 ноября 1700             | Сын Филиппо III, король Испании (под именем «Карл II»), Сицилии и Неаполя с 1665 года. |
| Испанские Бурбоны            |                         |                                         |                                                           |                           | |
|                              | Филиппо IV              | 19 декабря 1683 — 9 июля 1746           | 1 ноября 1700                                             | 1713                      | Сын короля Франции Людовика XIV, внук короля Сицилии Филиппа III, герцог Анжуйский в 1683—1700 годах, король Испании (под именем «Филипп V») с 1700 года, король Сицилии и Неаполя в 1700—1713 годах. |
| Савойский дом                |                         |                                         |                                                           |                           | |
|                              | Виктор Амадей           | 14 мая 1666 — 31 октября 1732           | 1713                                                      | 1720                      | Герцог Савойский в 1675—1720 годах, король Сицилии в 1713—1720 годах, король Сардинии в 1720—1730 годах. |
| Габсбурги, Австрийская ветвь |                         |                                         |                                                           |                           | |
|                              | Карло IV                | 1 октября 1685 — 20 октября 1740        | 1720                                                      | 1734                      | Император Священной Римской империи (под именем «Карл VI»), король Чехии (под именем «Карел II») и Венгрии (под именем «Карл III») и эрцгерцог Австрии с 1711 года, король Неаполя в 1713—1735 годах, король Сицилии в 1720—1734 годах. |
| Испанские Бурбоны            |                         |                                         |                                                           |                           | |
|                              | Карло VI                | 20 января 1716 — 14 декабря 1788        | 1735                                                      | 1759                      | Сын короля Испании Филиппа V, герцог Пармы и Пьяченцы (под именем «Карло I») в 1731—1736 годах, король Неаполя в 1734—1759 годах, король Сицилии с 1735—1759 годах, король Испании (под именем «Карл III») с 1759 года. |
|                              | Фернандо III            | 12 декабря 1751 — 4 января 1825         | 1759                                                      | 1816                      | Сын Карла VI, король Сицилии в 1759—1816 годах, король Неаполя (под именем «Фернандо IV») в 1759—1806 и 1815—1816 годах, король Обеих Сицилий (под именем «Фернандо I») с 1816 года. |

В 1816 году Сицилия вошла в состав королевства Обеих Сицилий